# 小林香織
小林香織（1981年10月20日— ），日本爵士樂演奏家，擅長中音薩克斯風、長笛演奏。生於神奈川縣，成長於東京都。父親為攝影師小林稔。

## 專輯
- 2005年 - Solar, Kaori's Collection
- 2006年 - Fine
- 2007年 - Glow
- 2008年 - Shiny
- 2009年 - The Golden Best
- 2009年 - Luv Sax
- 2011年 - Precious
- 2012年 - Seventh
- 2013年 - Urban Stream
- 2014年 - Spirit
- 2016年 - Melody
- 2021年 - Now and Forever

## 樂譜集
- 2009年 - Golden Best Score Book
- 2015年 -"STORY"

## DVD
- 2006年 - Kaori Kobayashi LIVE

## 外部連結
- 日本
- 小林香織個人官網 （页面存档备份，存于）（日語）
- 小林香織 小林香織所屬經紀公司 - 個人檔案 （页面存档备份，存于）（日語）
- GOLD CLUB 小林香織官方粉絲俱樂部（日語）
- 臺灣
- 小林香織華語區經紀公司出口TK薩克斯風官方網站 （页面存档备份，存于）
- 小林香織Kobayashi Kaori個人官方華語區FACE BOOK